# Julio Manuel de la Rosa
Julio Manuel de la Rosa Herrera (Sevilla, 1935-Ibidem, 7 de febrero de 2018) fue un escritor, novelista y periodista español.

## Biografía
Fue un prolífico autor de narrativa, con especial dedicación al relato y la novela, y que recibió varios premios literarios. Además, se dedica al ensayo y el periodismo sobre la literatura contemporánea, colaborando habitualmente con diversas publicaciones como en los diarios ABC, El Correo de Andalucía y el desaparecido Diario 16, así como en otras revistas más especializadas: Cuadernos Hispanoamericanos, Espiral, La Estafeta Literaria, La table ronde, Libre, Revista de Occidente o Triunfo.
Falleció en el hospital sevillano de la Virgen del Rocío como consecuencia de una encefalitis.

## Obra
- No estamos solos, 1962.
- De campana a campana, 1964.
- La explosión, 1966.
- Fin de semana en Etruria, 1972. Premio Sésamo, publicada un año después de ser premiada, a causa de problemas con la censura.
- Croquis a mano alzada, 1973. ISBN 978-84-7339-128-3.
- Nuestros hermanos, 1973. ISBN 978-84-600-5598-3.
- Cesare Pavese, 1973. ISBN 978-84-7067-201-9.
- La sangre y el eco, 1978. ISBN 978-84-7017-545-9.
- La narrativa: apuntes sobre novelistas sevillanos, 1981. ISBN 978-84-85894-15-4.
- El hombre que cambia su entorno, 1982. ISBN 978-84-7231-800-7.
- El largo viaje de las manzanas 1982. ISBN 978-84-85701-93-3.
- Luis Cernuda y Sevilla: (Albanio del Edén), 1982. ISBN 978-84-300-6086-3.
- El hombre que escribe fantasías, 1984.
- Las campanas de Antoñito Cincodedos, 1987. ISBN 978-84-86697-00-6.
- Luis Cernuda: inéditos, 1990. ISBN 978-84-87041-12-9.
- La columna y otros relatos, 1993. ISBN 978-84-7898-121-2.
- Crónica de los espejos, 1995. ISBN 978-84-7647-493-8.
- Memorias de Cortadillo, 1998.
- El lince, el cazador y los sueños, 2000.
- Las guerras de Etruria, 2001. ISBN 978-84-8433-157-5 e ISBN 978-84-8433-645-7.
- Antología de cuentos (1963-2001), 2004. ISBN 978-84-96133-28-0.
- Los círculos de Noviembre, 2004. Premio Ateneo. ISBN 978-84-8433-868-0.
- Alfonso Grosso o El milagro de la palabra, 2005. ISBN 978-84-96152-91-5.
- El toreo y el mito: al sur del toreo (coautor), 2006. ISBN 978-84-934969-2-0.
- El ermitaño del rey, 2007. Premio de la Diputación de Córdoba y premio Andalucía de la Crítica. ISBN 978-84-7647-753-3.
- Guantes de seda, 2008. ISBN 978-84-9877-142-8.
- La última batalla 2017. ISBN 978-84-9470-767-4.Editorial Anantes.

## Premios
- Premio Club La Rábida de Cuentos (1957).
- Premio Sésamo (1971), por su novela Fin de semana en Etruria.
- Premio Ateneo de Sevilla (1973), por su cuento Signos.
- Premio Ateneo Ciudad de Valladolid (2004), por su novela Un país al que llaman vida[3].
- VII Premio de Novela Corta de La Diputación de Córdoba (2007).
- XIV Premio Andalucía de la Crítica, en la modalidad de Narrativa (2008).[4]